# تامی رابرتسون
تامی رابرتسون (انگلیسی: Tommy Robertson؛ 17 October 1876 – ۱۳ اوت ۱۹۴۱) بازیکن فوتبال اهل اسکاتلند بود که در بین سال‌های ۱۸۹۸ تا ۱۹۰۲ در باشگاه فوتبال لیورپول بازی می‌کرد.
از باشگاه‌هایی که در آن بازی کرده‌است می‌توان به باشگاه فوتبال هارت آف میدلوتیان، و باشگاه فوتبال منچستر یونایتد، باشگاه فوتبال داندی، باشگاه فوتبال لیورپول و باشگاه فوتبال هارت آف میدلوتیان اشاره کرد.
وی همچنین در تیم ملی فوتبال اسکاتلند بازی کرده‌است.